# Dodge A Series
De Dodge A Series was een compact model pick-up en bestelwagen van het Amerikaanse automerk Dodge uit de jaren 1960. De A Series werd van 1964 tot 1970 gebouwd. In Canada werd het model verkocht onder de merknaam Fargo.

## Bestelwagen
De A-100 had een korte wielbasis van 2,286 meter. Vanaf 1967 werd ook een verlengde variant met een wielbasis van
2,743 meter (108 inch) verkocht die A-108 heette. Die A-108 kende veel succes bij kampeerwagenbouwers. Verder waren er ook de modellen A-200 en A-300 met een grotere capaciteit. De A Series had een middengeplaatste motor met achterwielaandrijving. De motor was tussen de bestuurder een de voorpassagier geplaatst.
Het waren vooral de bestelwagenversies van de A Series die goed verkochten. Ondanks dat de A Series later op de markt kwam dan de concurrentie domineerde het model de Amerikaanse markt gedurende twee decennia. Dat succes was vooral te danken aan de goede uitrusting en krachtige motoren van de A Series.

## Pick-up
Van 1966 tot 1971 bracht Dodge de L Series op de markt, een compacte pick-up met een cabine op basis van de voorste carrosserie van de A-100.

## Fotogalerij

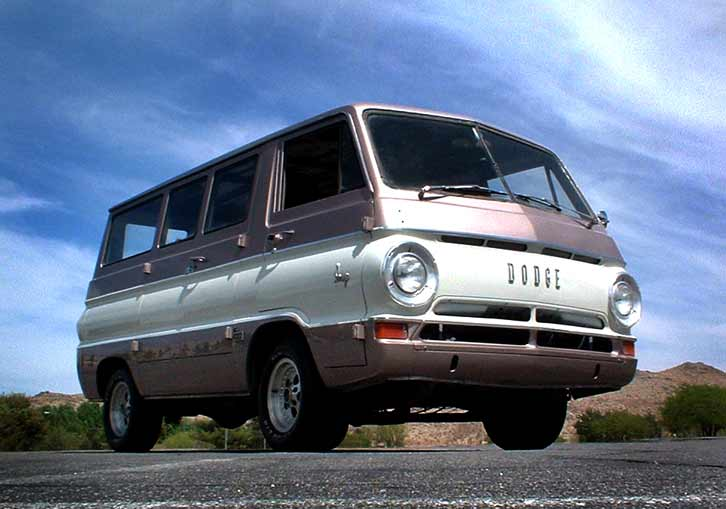
Dodge A100 Custom Sportsman Van uit 1965
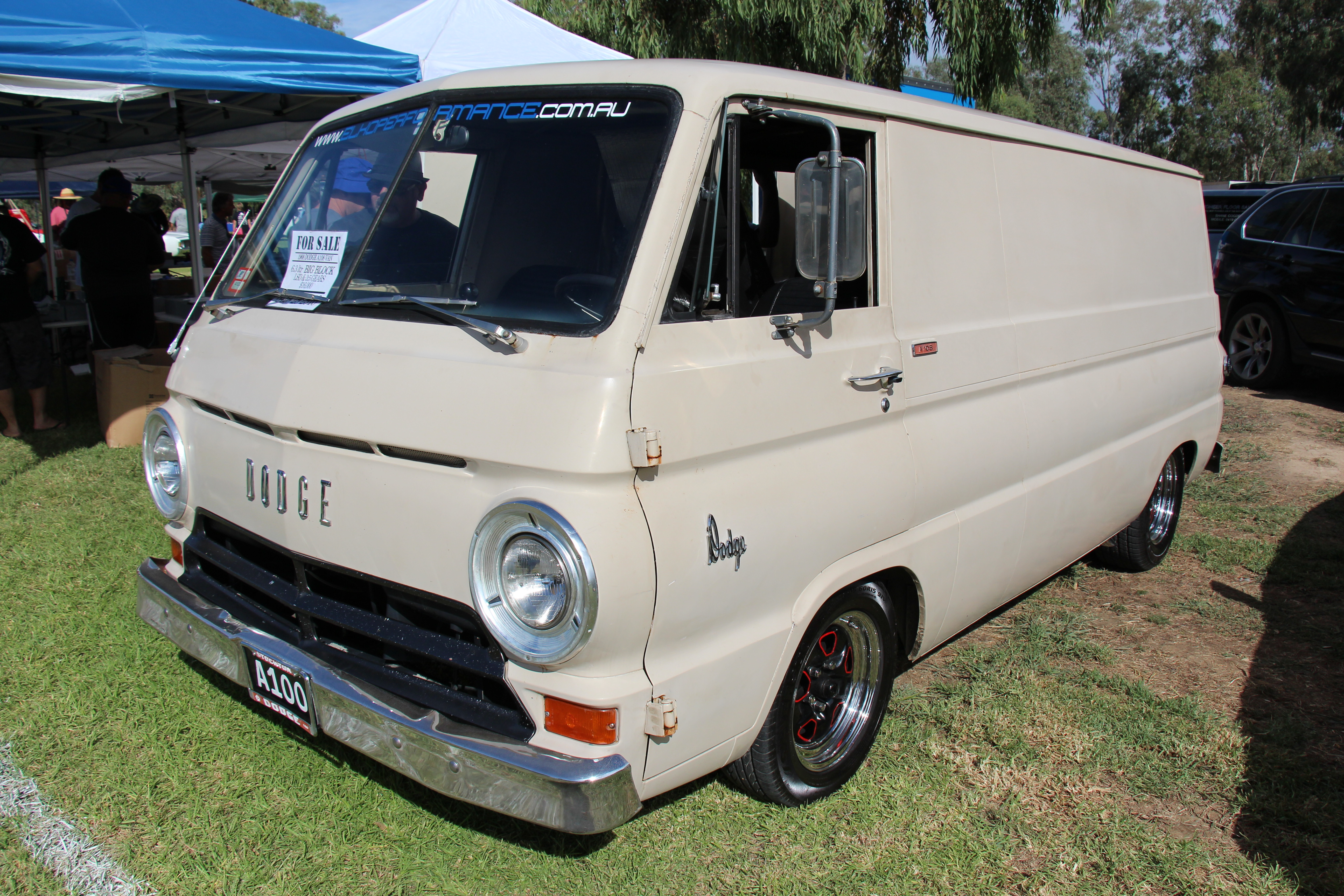
Dodge A108 Van uit 1968
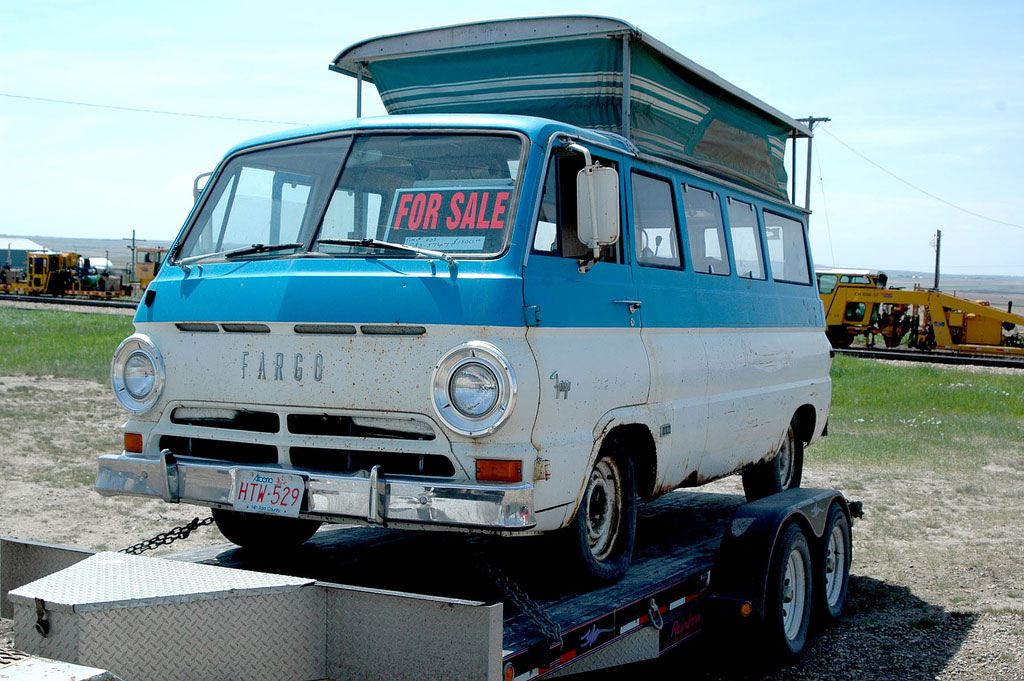
Fargo A108, omgebouwd tot kampeerwagen
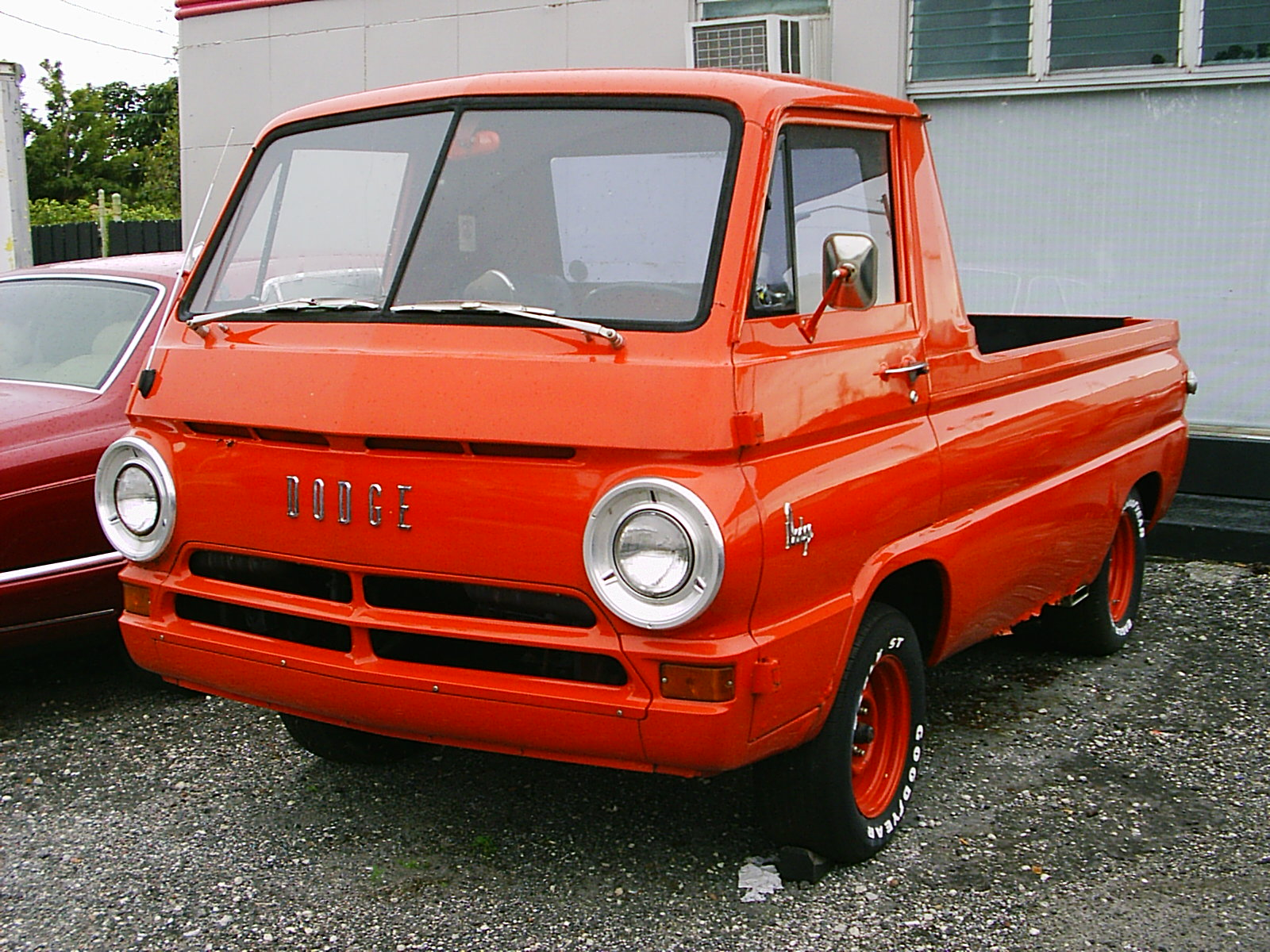
Dodge A100 Pickup